# Limited Edition Placebo Box Set
Limited Edition Placebo Box Set este o colecție (box set) de zece discuri aparținând formației de rock alternativ Placebo, lansată pe 8 iunie 2009 de casa de discuri Virgin Records, în aceeași zi în care s-a lansat noul album al trupei, Battle for the Sun. Colecția include cele cinci albume de studio anterioare, B-side-urile, EP-ul Live at La Cigale și DVD-urile Soulmates Never Die (Live in Paris 2003) și Once More with Feeling (video collection).
Placebo au ținut să clarifice faptul că lansarea box set-ului a fost făcută de către Virgin Records fără consultări preliminare cu ei, adăugând faptul că nu au niciun amestec în artwork-ul și distribuția colecției, și că box set-ul nu conține nimic în plus față de materialele formației lansate anterior.

## Lista melodiilor

### Discul 1 (Placebo)
1. „Come Home”
2. „Teenage Angst”
3. „Bionic”
4. „36 Degrees”
5. „Hang on to Your IQ”
6. „Nancy Boy”
7. „I Know”
8. „Bruise Pristine”
9. „Lady of the Flowers”
10. „Swallow”
  - Conține melodia ascunsă „Hong Kong Farewell” („H.K. Farewell”)

### Discul 2 (Without You I'm Nothing)
1. „Pure Morning”
2. „Brick Shithouse”
3. „You Don't Care About Us”
4. „Ask For Answers”
5. „Without You I'm Nothing”
6. „Allergic (To Thoughts of Mother Earth)”
7. „The Crawl”
8. „Every You Every Me”
9. „My Sweet Prince”
10. „Summer's Gone”
11. „Scared of Girls”
12. „Burger Queen”
  - Conține melodia ascunsă „Evil Dildo”

### Discul 3 (Black Market Music)
1. „Taste in Men”
2. „Days Before You Came”
3. „Special K”
4. „Spite & Malice” (feat. Justin Warfield)
5. „Passive Aggressive”
6. „Black-Eyed”
7. „Blue American”
8. „Slave to the Wage”
9. „Commercial for Levi”
10. „Haemoglobin”
11. „Narcoleptic”
12. „Peeping Tom”
  - Conține melodia ascunsă „Black Market Blood”

### Discul 4 (Sleeping With Ghosts)
1. „Bulletproof Cupid”
2. „English Summer Rain”
3. „This Picture”
4. „Sleeping with Ghosts”
5. „The Bitter End”
6. „Something Rotten”
7. „Plasticine”
8. „Special Needs”
9. „I'll Be Yours”
10. „Second Sight”
11. „Protect Me From What I Want”
12. „Centrefolds”

### Discul 5 (Sleeping With Ghosts Special Edition/Covers)
1. „Running Up That Hill” (Kate Bush)
2. „Where Is My Mind?” (The Pixies)
3. „Bigmouth Strikes Again” (The Smiths)
4. „Johnny and Mary” (Robert Palmer)
5. „20th Century Boy” (T.Rex)
6. „The Ballad Of Melody Nelson” (Serge Gainsbourg)
7. „Holocaust” (Alex Chilton)
8. „I Feel You” (Depeche Mode)
9. „Daddy Cool” (Boney M)
10. „Jackie” (Sinéad O'Connor)

### Discul 6 (Meds)
1. „Meds” (featuring Alison „VV” Mosshart)
2. „Infra Red”
3. „Drag”
4. „Space Monkey”
5. „Follow the Cops Back Home”
6. „Post Blue”
7. „Because I Want You”
8. „Blind”
9. „Pierrot the Clown”
10. „Broken Promise” (featuring Michael Stipe)
11. „One of a Kind”
12. „In the Cold Light of Morning”
13. „Song to Say Goodbye”

### Discul 7 (B-sides)

Conţinutul Limited Edition Placebo Box Set

1. „Then the Clouds Will Open For Me”
2. „Waiting For the Son of Man”
3. „Slackerbitch”
4. „Eyesight to the Blind”
5. „Miss Moneypenny”
6. „Been Smoking Too Long” (Nick Drake cover)
7. „Hug Bubble”
8. „Dark Globe” (Syd Barrett cover)
9. „Hare Krishna”
10. „Drowning By Numbers”
11. „Ion”
12. „Mars Landing Party”
13. „Leeloo”
14. „Needledick”
15. „The Innocence of Sleep”
16. „Dub Psychosis”
17. „Little Mo”
18. „Leni”
19. „Bubblegun”
20. „Theme From Funky Reverend”

### Discul 8 (B-sides &Live at La Cigale)
1. „Evalia”
2. „Drink You Pretty”
3. „Detox Five”
4. „I Do”
5. „Twenty Years”
6. „UNEEDMEMORETHANINEEDU”
7. „Lazarus”
8. „Meds” (Live at La Cigale)
9. „Infra-Red” (Live at La Cigale)
10. „Drag” (Live at La Cigale)
11. „Follow the Cops Back Home” (Live at La Cigale)
12. „Post Blue” (Live at La Cigale)
13. „Song to Say Goodbye” (Live at La Cigale)
14. „The Bitter End” (Live at La Cigale)
15. „Special K” (Live at La Cigale)

### Discul 9 (Once More With Feeling (video collection))
1. Once More With Feeling - Singles 1996-2004 (Menu Loops)
2. „36 Degrees”
3. „Teenage Angst”
4. „Nancy Boy” (Radio Edit)
5. „Bruise Pristine”
6. „Pure Morning”
7. „You Don't Care About Us”
8. „Every You Every Me” (Single Mix)
9. „Without You I'm Nothing”
10. „Taste in Men”
11. „Slave to the Wage”
12. „Special K”
13. „Black-Eyed”
14. „The Bitter End”
15. „This Picture”
16. „Special Needs”
17. „English Summer Rain” (Exclusive Animated Video)
18. „Protège-Moi” (Live in Paris)
19. „Twenty Years”
20. Care in the Community
21. „Spite and Malice” (Live at Reading Festival 2000)
22. „20th Century Boy” (Live at the Brit Awards 1999)
23. Tour Visuals
24. Soulmates Never Die - Placebo Live în Paris (Trailer)

### Discul 10 (Soulmates Never Die (Live in Paris 2003))
1. Sleeping With Ghosts Tour Film
2. „Bulletproof Cupid” (Live in Paris)
3. „Allergic (To Thoughts of Mother Earth)” (Live in Paris)
4. „Every You Every Me” (Live in Paris)
5. „Bionic” (Live in Paris)
6. „Protège-Moi” (Live in Paris)
7. „Plasticine” (Live in Paris)
8. „Bitter End” (Live in Paris)
9. „Soulmates” (Live in Paris)
10. „Black-Eyed” (Live in Paris)
11. „I'll Be Yours” (Live in Paris)
12. „Special Needs” (Live in Paris)
13. „English Summer Rain” (Live in Paris)
14. „Without You I'm Nothing” (Live in Paris)
15. „This Picture” (Live in Paris)
16. „Special K” (Live in Paris)
17. „Taste in Men” (Live in Paris)
18. „Slave to the Wage” (Live in Paris)
19. „Peeping Tom” (Live in Paris)
20. „Pure Morning” (Live in Paris)
21. „Centrefolds” (Live in Paris)
22. „Where Is My Mind?” (Live in Paris)